# Nederrijn (Duitse regio)

De Nederrijnregio op de kaart van Duitsland

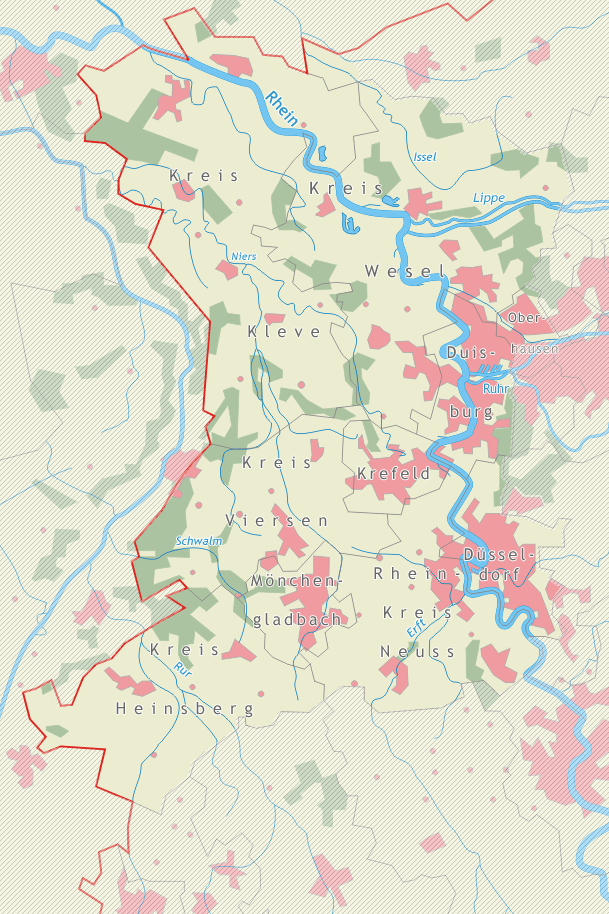
Kaart van de Nederrijnregio

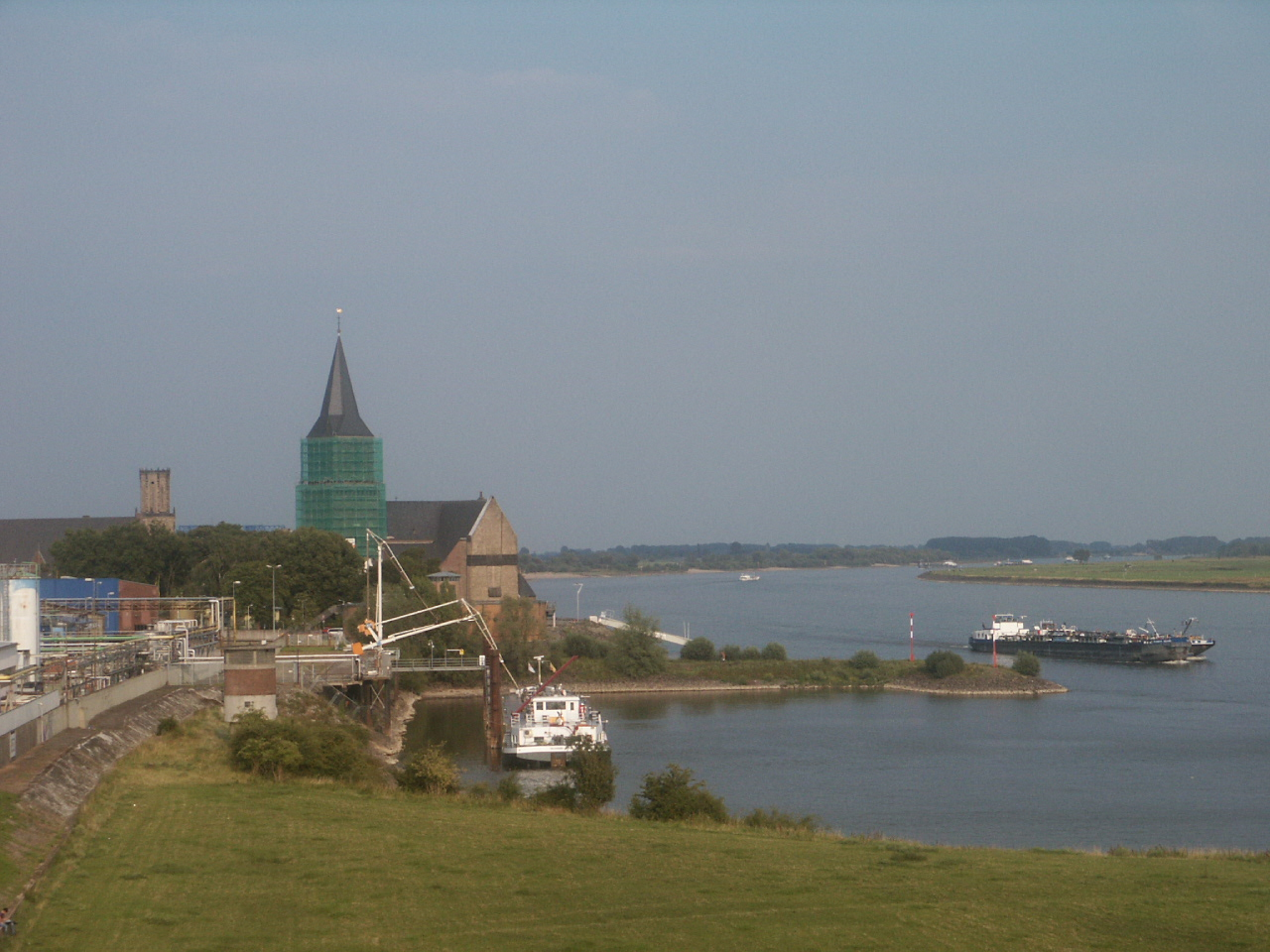
Emmerik aan de Rijn gezien vanaf de Rijnbrug

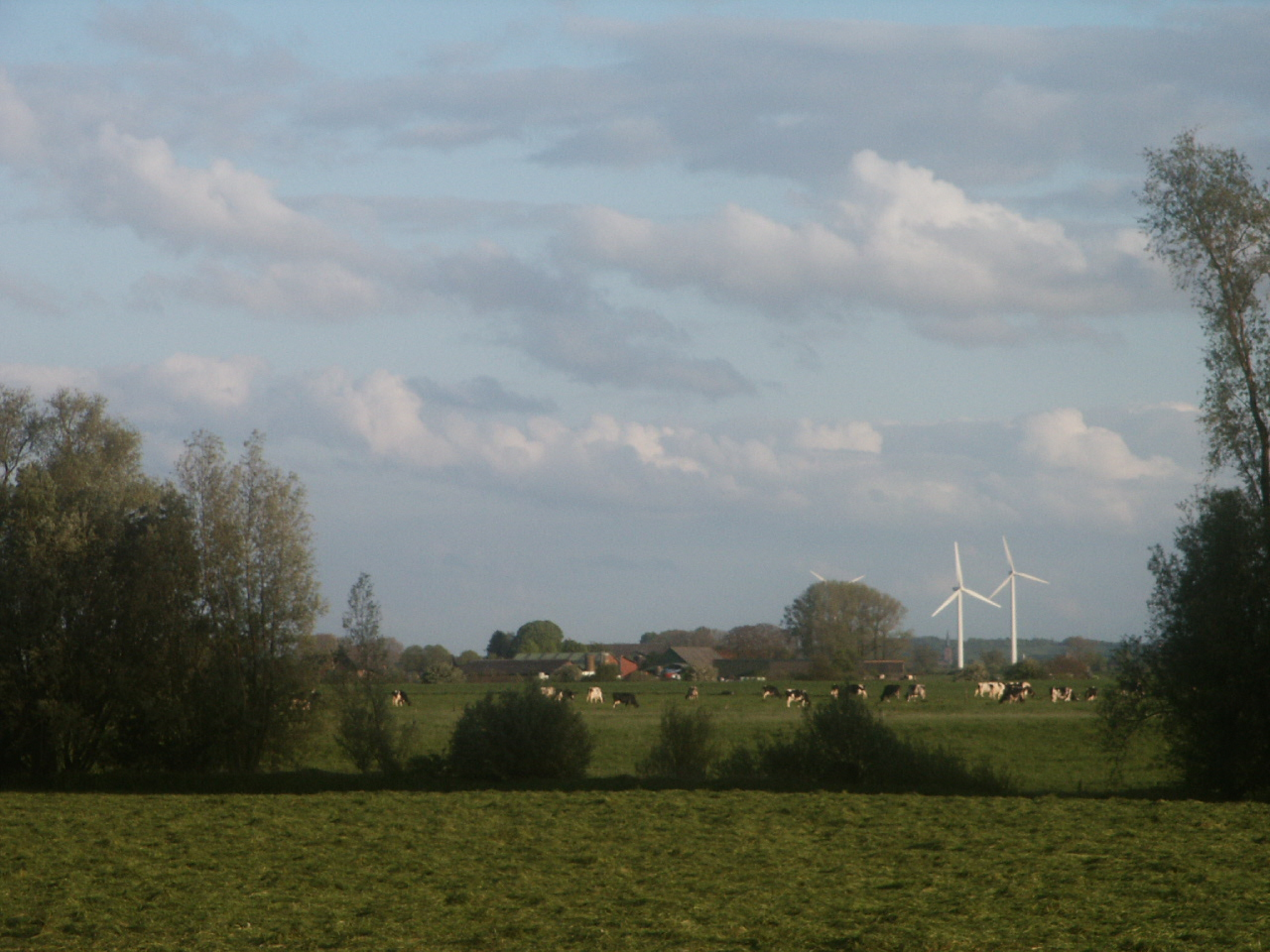
Kalkar: Agrarisch gebied met windmolens

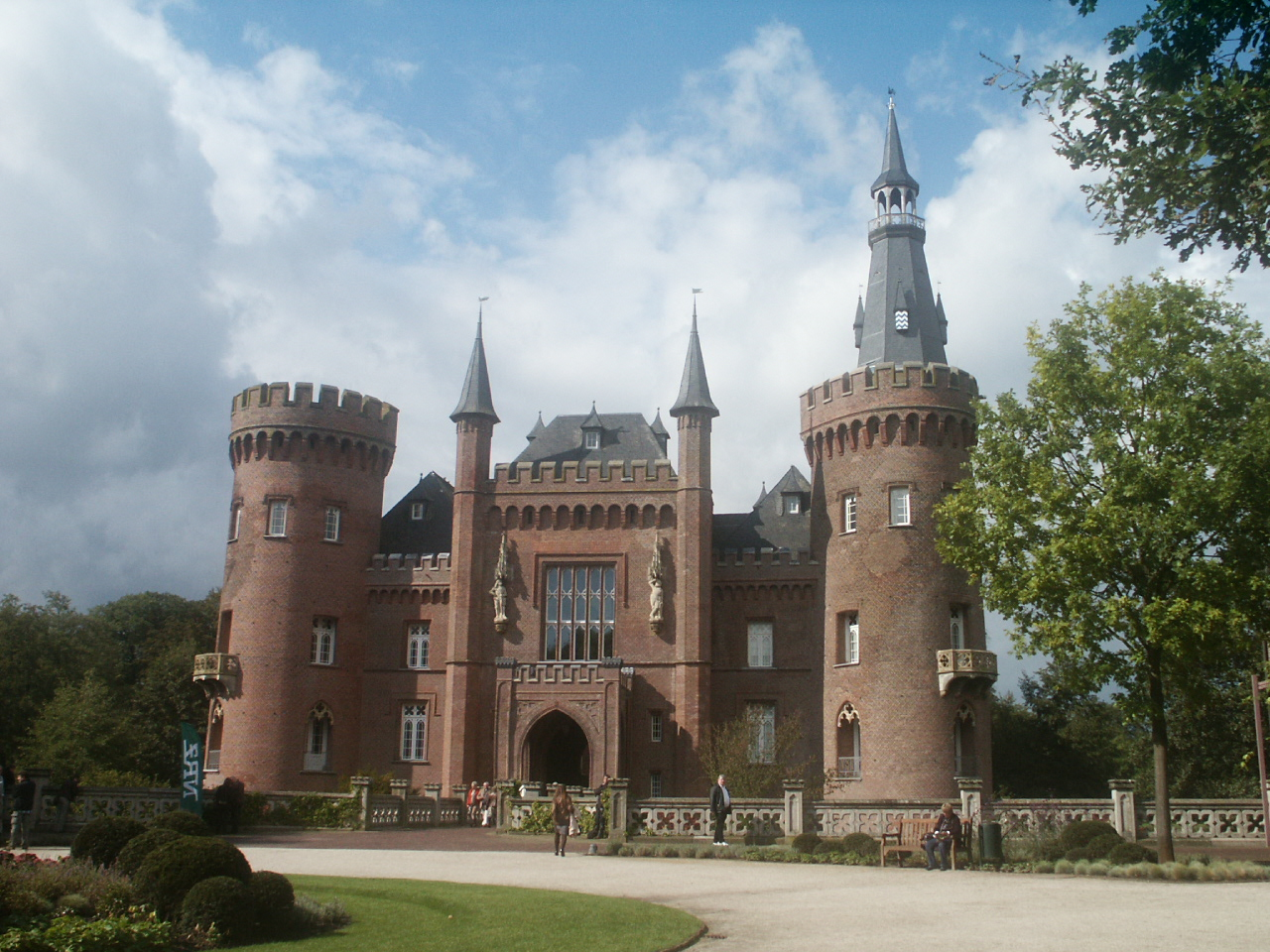
Museum Schloss Moyland

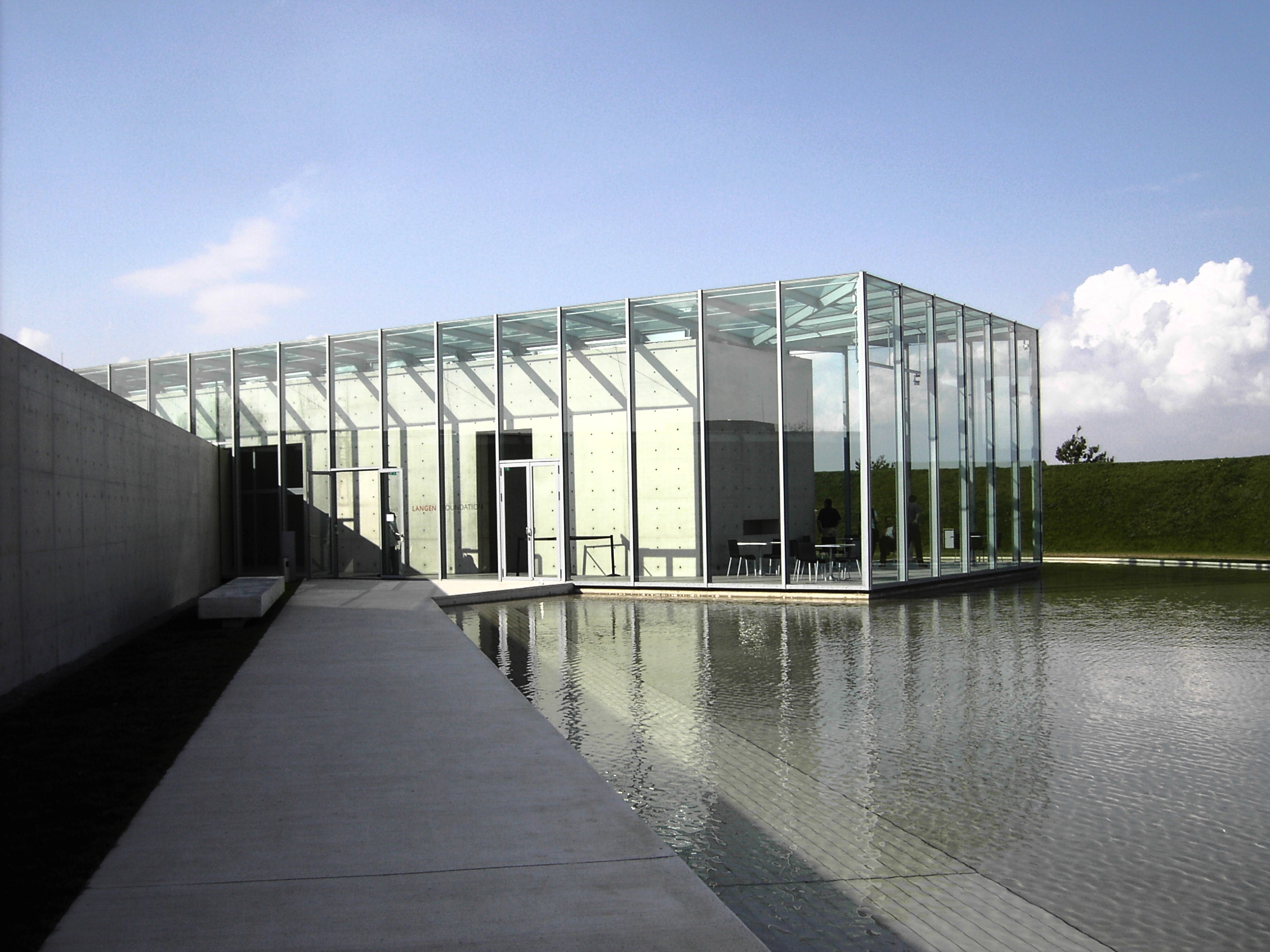
Langen Foundation

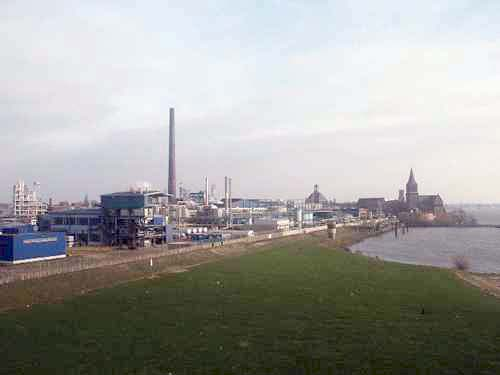
Emmerik

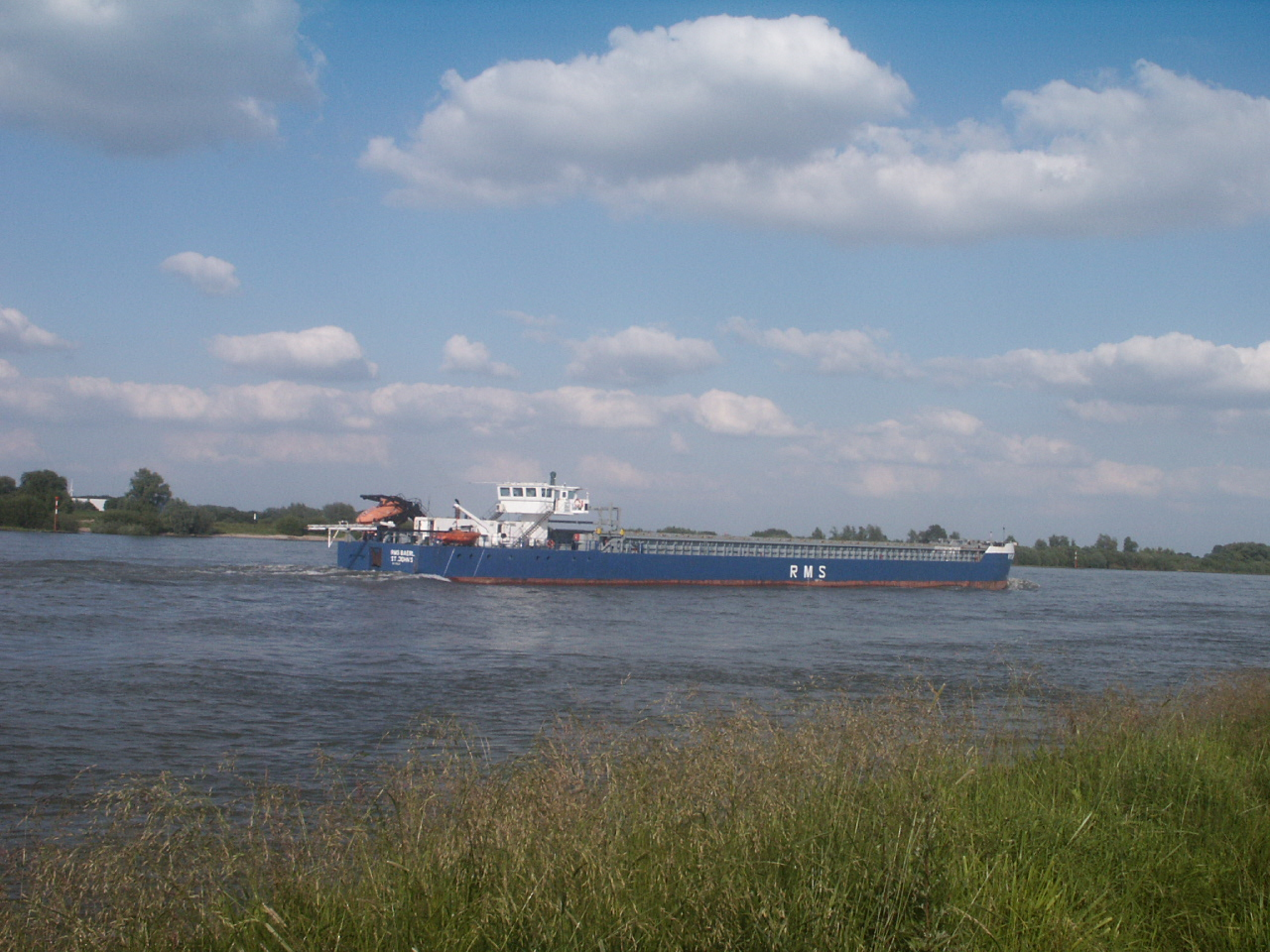
Goederentransport per schip over de Rijn

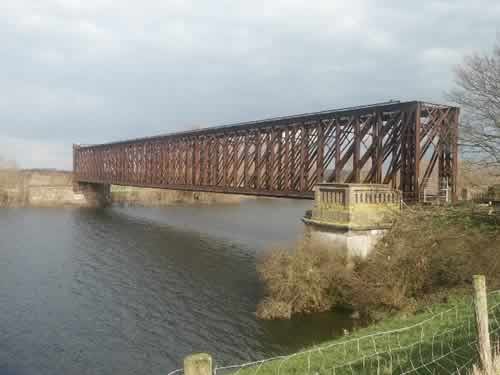
Griethausen, spoorbrug over de Oude Rijn

De Nederrijn (Duits: Niederrhein) is het geografische gebied in de deelstaat Noordrijn-Westfalen in Duitsland dat grenst aan het zuidoosten van Nederland. Niederrhein is ook de Duitse naam voor de benedenloop van de Rijn vanaf Bonn tot aan de grens bij Emmerik.

## Geografie
Tot de Nederrijnregio behoren de Kreis Kleve, Kreis Wesel, Kreis Viersen, Rhein-Kreis Neuss, Kreis Heinsberg, de Kreisfreie steden Düsseldorf, Duisburg, Krefeld en Mönchengladbach, plus plaatsen in de gemeenten Isselburg en Oberhausen.

### Onderverdeling
De Nederrijnregio kan op meerdere manieren onderverdeeld worden.
Een eerste indeling is die in
- Midden-Nederrijn (Mittlerer Niederrhein), gedeeltelijk overeenstemmend met de Nederrijnse Bocht, grenzend aan Nederlands Midden-Limburg en
- Lage-Nederrijn (Unterer Niederrhein), in grote lijn overeenstemmend met het Nederrijnse laagland, grenzend aan Nederlands Noord-Limburg.

Een andere indeling is het onderscheid in 'linksrijns' en 'rechtsrijns'. Daarbij gaat het om locaties, steden of dorpen, op de linker- respectievelijk de rechter Rijnoever, stroomafwaarts gezien.

### Gemeentes
Mittlerer Niederrhein
linksrijns; Brüggen, Grefrath, Kamp-Lintfort, Kempen, Krefeld, Mönchengladbach, Nettetal, Neukirchen-Vluyn, Neuss, Niederkrüchten, Schwalmtal, Tönisvorst, Viersen, Willich
rechtsrijns: Düsseldorf
Unterer Niederrhein
linksrijns: Alpen, Bedburg-Hau, Geldern, Goch, Issum, Kalkar, Kerken, Kevelaer, Kleef, Kranenburg, Moers, Rheinberg, Rheurdt, Sonsbeck, Straelen, Uedem, Wachtendonk, Weeze, Xanten
rechtsrijns: Dinslaken, Duisburg, Emmerik, Hamminkeln, Hünxe, Rees, Voerde, Wesel

## Landschap
Het landschap van de Niederrhein is grotendeels vlak met een weidse horizon en een hoge lucht. Het gebied wordt doorkruist door verschillende rivieren zoals Rijn, Lippe, Kalflack, Niers en Swalm. Langs de dijken bevindt zich een laaggelegen polderlandschap waar de boerderijen lange tijd op terpen en donken gebouwd moesten worden, evenals de huizen in de dorpen en de kerken met hun begraafplaatsen. Op vele plaatsen zijn door zandwinning grote ontzandingsplassen ontstaan, die hier en daar als recreatieplas zijn ingericht. Nabij Kleef bevindt zich het Reichswald, dit is een uitgestrekt bosgebied op de grens met Nederland.
Naast de aanwezigheid van meerdere oude industriesteden kenmerkt het gebied zich door uitgestrekte agrarische gebieden met een uitgesproken landelijk karakter. De regio is door het ontbreken van hoogteverschillen, afgezien van de Nederrijnse Heuvelrug, geschikt voor fietstoerisme.
Verschillende Nederlandse landschapschilders hebben zich door het speciale licht laten inspireren. Bijvoorbeeld de 19e-eeuwse romantische landschapsschilder B.C. Koekkoek liet in Kleef zijn atelier bouwen.

## Infrastructuur

### Economie
De hoofdstad van de deelstaat is Düsseldorf. De industrialisering heeft grote welvaart gebracht. Er is grootschalige open mijnbouw zoals de winning van bruinkool bij Garzweiler en zandwinning overal langs de Rijn. Op de linkeroever bevindt zich een groot glastuinbouwgebied, op de rechteroever bevinden zich de oude industriesteden.
In Europese termen behoort de Nederrijnregio tot het samenwerkingsverband Euregio Rijn-Waal en tot de Euregio Rijn-Maas Noord.

### Hogescholen
De Kunstacademie Düsseldorf heeft vele kunstenaars voortgebracht, waarvan menigeen wereldroem bereikte. Hogescholen bevinden zich in Düsseldorf, Duisburg-Essen, Krefeld en sinds 2009 ook in Kleef. De Niederrhein Akademie/Academie Nederrijn (NAAN) is gevestigd in Xanten.

### Verkeer
De Rijn zelf vormt een internationale transportweg voor goederenverkeer. Meer of minder belangrijke Rijnhavens bevinden zich in Emmerik, Duisburg, Düsseldorf en Neuss.
Verder zijn er spoorwegverbindingen van Kleef naar Düsseldorf en van Emmerik naar Duisburg. Luchthaven Düsseldorf International en Airport Weeze zijn de internationale luchthavens. Grensoverschrijdende autosnelwegen lopen van Arnhem naar Oberhausen en van Venlo naar Duisburg.

## Geschiedenis
Tot in de middeleeuwen waren er sterke historische, culturele en taalkundige banden met het huidige Nederland. Tijdens de Reformatie bleven de Nederrijnse landen echter Rooms-Katholiek en werden de banden met het protestantse westen grotendeels verbroken. Gedurende de 18e en 19e eeuw kwamen de gebieden onder Pruisisch gezag en daarmee ook cultureel onder Duitse invloed. De 19-20e-eeuwse industrialisatie versterkte het Duitse karakter.
Voor de geschiedenis van het gebied zijn onder andere van belang:
- Hertogdom Kleef
- Hertogdom Berg
- Hertogdom Gulik
- Geschiedenis van Gelderen

Na bestuurlijke herindelingen in 1969 zijn vele plaatsen tot nieuwe gemeenten ingedeeld. Ook verschillende districten zoals Kleef en Wesel werden opnieuw ingedeeld. Op 1 januari 1975 werden de districten Kleef en Geldern samengevoegd met delen van de districten Moers en Rees tot het huidige district Kleef.
De Romeinse geschiedenis van het gebied is bewaard gebleven in het Archeologisch Park Xanten. In dit park worden originele en gereconstrueerde gebouwen uit de Romeinse tijd getoond.

## Cultuur
Regionale media zijn de Rheinische Post, de Neue Rhein Zeitung en Antenne Niederrhein. De regio kenmerkt zich door zijn katholieke cultuur. Voor katholieke gelovigen uit Nederland is Kevelaer een bekende bedevaartsplaats. Door het overwegend aantal katholieken wordt carnaval in dit gebied van oudsher uitbundig gevierd. Zo nemen Groesbeekse carnavalsgroepen op Rosenmontag ook deel aan de optocht in Kleef. Het Kleverlands is een grensoverschrijdend dialect dat een stempel op de cultuur in de regio heeft gedrukt, net als in de Liemers.

## Bezienswaardigheden

### Kastelen
Er zijn in het gebied vele kastelen en waterburchten, bijvoorbeeld Kasteel Anholt, Kasteel Krieckenbeck, Slot Moyland, Slot Wissen.

### Musea
Vele grotere steden in het gebied hebben musea van hedendaagse kunst. Bijvoorbeeld Museum Kurhaus Kleef, Kunstsammlung Nordrhein-Westfalen in Düsseldorf, Krefelder Kunstmusea, Museum Abteiberg in Mönchengladbach, Lehmbruck-Museum en Museum Küppersmühle für Moderne Kunst in Duisburg. Bij Neuss ligt Museum Insel Hombroich, waar moderne kunst tentoongesteld wordt. In Xanten bevindt zich een archeologisch museum en Archeologisch Park Xanten met vele Romeinse bezienswaardigheden.

### Overige
De kerstmarkten in de grotere steden trekken ieder jaar grote schares bezoekers, ook uit het nabije Nederland. In Kalkar is in de voormalige kerncentrale het Wunderland Kalkar gevestigd.

## Naamgeving Rijn
- Zwitserland: In het Bovenrijngebied bij Bazel heet het gedeelte van de rivier vanaf de samenvloeiing met de Aare tot aan de grens ook Niederrhein. Wanneer de Rijn Duitsland is binnengestroomd, heet zij weer Oberrhein.
- Duitsland: De Niederrhein als rivier in Duitsland is het gedeelte vanaf Düsseldorf tot aan de Nederlandse grens bij Emmerik. Deze aanduiding is vooral zinvol als men afzonderlijke gedeelten van de rivier wil benoemen. In de praktijk wordt de Rijn ook hier door de bewoners van de regio Rhein genoemd.
- Nederland: De Nederlandse Nederrijn is de tak van de Rijn die vanaf Angeren, net voor de afsplitsing van de IJssel bij Arnhem de voortzetting vormt van het Pannerdensch Kanaal.

## Fotogalerij

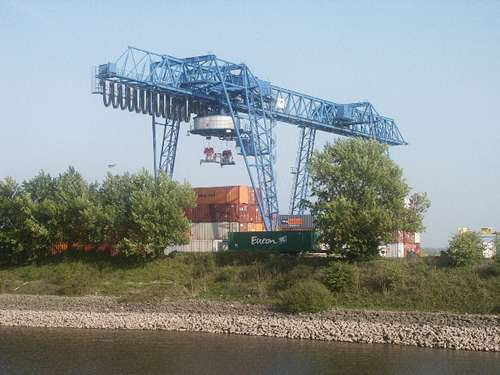
Containerkraan, haven Emmerik
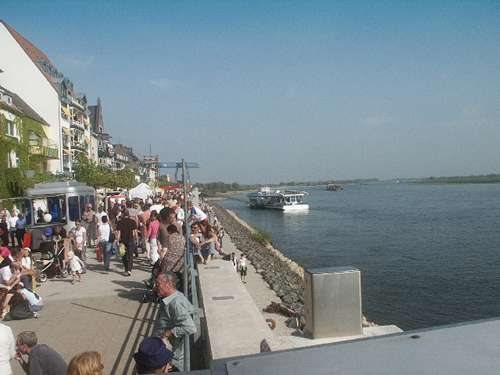
Emmerik Rheinpromenade
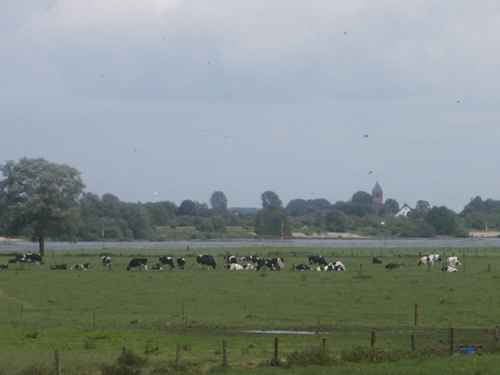
Gezicht op Dornick
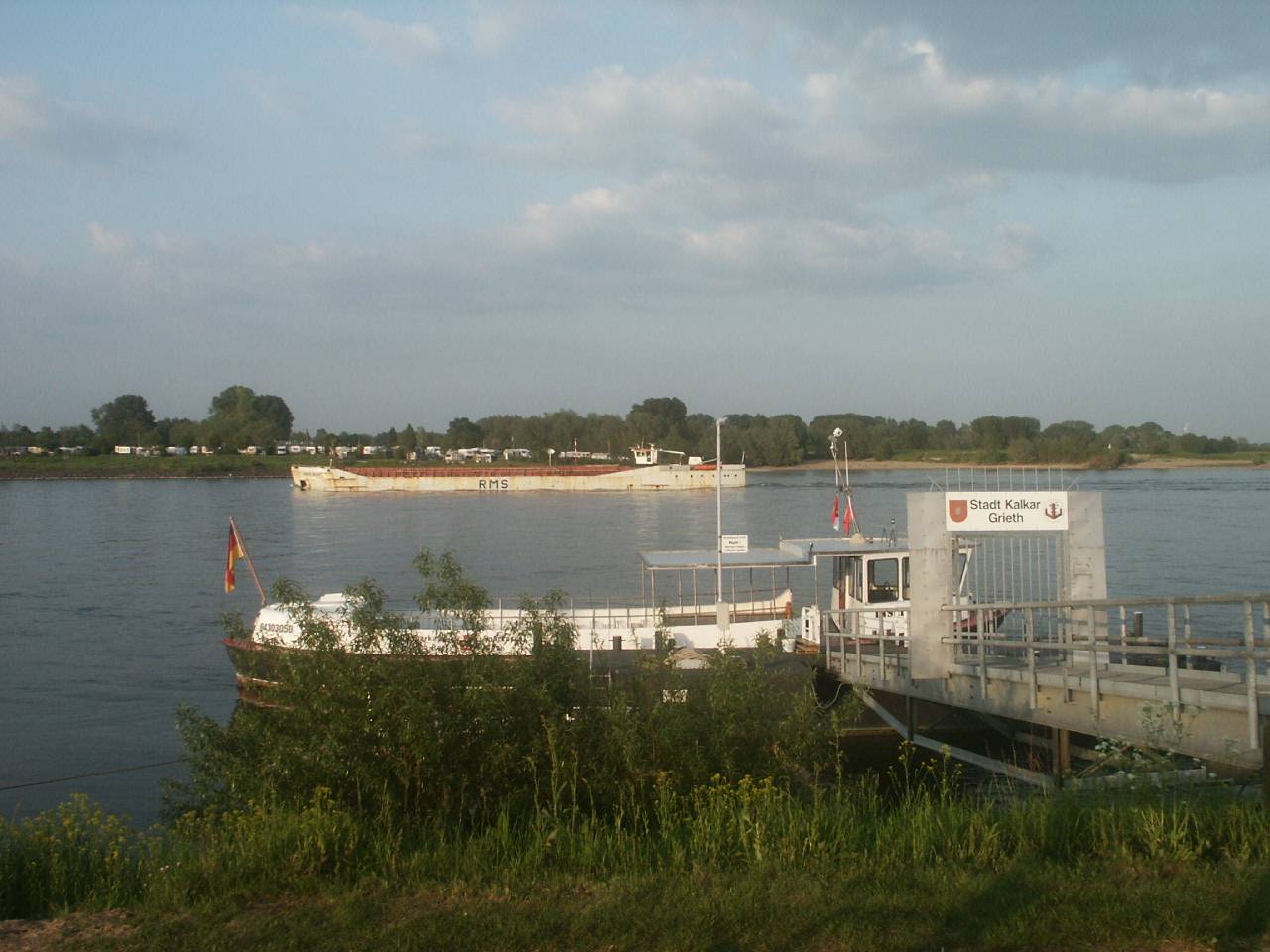
Grieth: Veerpont voor voetgangers en fietsers